# باب الحارة (الجزء الثامن)
باب الحارة 8 هو الجزء الثامن من المسلسل الشامي باب الحارة عرض في رمضان 2028 من بطولة عباس النوري،صباح جزائري،مصطفى الخاني،ميلاد يوسف من إخراج ناجي طعمي و من تأليف مشترك بين بسام الملا (الفكرة) و سليمان عبدالعزيز (التأليف) .عرض على العديد من الشاشات العربية أهمها إم بي سي وإل بي سي.

## تغيرات
شهد هذا الجزء من المسلسل تغير وظهور وغياب بعض الشخصيات أهمها :مصطفى سعد الدين الذي أدى شخصية العكيد معتز بدلا من وائل شرف. الفنان أسعد فضة بدور أبو ظافر بدلا من أيمن زيدان. أريج خضور بدور لطفية بدلا من ليليا الأطرش.جوان الخضر بدور بشير بدلا من أسامة حلال. و ظهور شخصيات جديدة:سلاف فواخرجي بدور المحامية جولي.فادي صبيح بشخصية المهندس زهدي . وندين تحسين بيك ومصطفى المصطفى
وعلى ما يبدو فإن مخرج العمل قام بنقل “العكيد” خارج بيت أبو عصام للتقليل من مشاهد ظهوره، كون العكيد معتز الذي كان يجسد شخصيته وائل شرف لن يكون حاضراً في هذا الجزء بعد أن اتهمهُ المخرج بطلب مبلغ خيالي ونسيان فضل “باب الحارة” عليه، وهو ما أثار سجالا بين العكيد والمخرج انتهى باستبداله بممثل آخر.
قد يفاجأ متابعو المسلسل السوري ذائع الصيت “باب الحارة” بعمل مغاير تماماً في الجزء الـ8، بعدما أدى تغير الكاتب والجهة المنتجة إلى تغييرات كبيرة في مجريات الأحداث. العمل الذي أوكلت مهمة كتابته لسليمان عبد العزيز سيتناول على المستوى السياسي ما أسماهُ القائمون عليه بـ “تداعيات سلخ لواء إسكندورن (إقليم هاتاي التركي)” من سوريا في العام 1939″، الأرض التي اقتطعتها فرنسا من شمال غربي سوريا، ومنحتها لتركيا” وفقاً لمخرج العمل بسام الملا. كما ستدخل كاميرا “باب الحارة” لأول مرة إلى مبنى جامعة دمشق التاريخي، حيث سيتم تصوير بعض المشاهد هناك، ما يعكس بحسب الملا، رؤيةً فكريةً جديدةً للعمل، ترصد التطور الاجتماعي للعاصمة دمشق، والحركة النسائية باتجاه التعلم، وبدايات مشاركتها الفاعلة في المجتمع.

## القصة
تدور أحداث الجزء الثامن خلال حقبة ثلاثينات القرن الماضي، مع نقلة زمنية بحدود العام تقريبًا، ضمن الإطار ذاته لحكاية (باب الحارة) الافتراضية، وشخوصها، وستكون (حارة الضبع) وأهلها أكثر انفتاحًا على الحارات الأخرى، والحياة في فضاء الشام الأوسع. كما سيلقي المسلسل الضوء علي التطور الاجتماعي للشام، وعلى الحركة النسائية نحو التعليم والمشاركة الفعالة في المجتمع.
- أما النمس، فسيعيش قصة حب مع طالبته في المعهد عيشة، التي تؤدي دورها الممثلة إيناس زريق بناءاً على ترشيح من مصطفى الخاني الذي درسها بالمعهد العالي للفنون المسرحية. ورغم أنّ النمس لا يتوقف عن مشاكساته، فإن مسار الأحداث سيقرب بينه وبين أبو عصام (عباس النوري)، حيث يكشفان مخططا لتهريب الآثار، ويتعاونان من أجل الإيقاع بالمتورطين.
- أما خيرية الزوجة الثانية للعكيد معتز التي ستؤدي دورها في هذا الجزء عهد ديب، فتنتقل للعيش في منزل مستقل عن عائلة أبو عصام مع زوجها وضرتها سارة (كندة حنا)، وتشهد أحداث العمل تطوراً غريباً يطرأ على علاقتها معهما، إضافة إلى حدث مفاجئ يغير مسار العائلة ككل. حيث ستموت خيرية بسبب وقوعها علي ظهرها وهي تشطف ارض الديار
- يقوم أبو بدر بتطليق زوجته ويفتي الشيخ فكري بديل الشيخ عبد العليم حتي يرجع من المسجد الاقصي انه بذلك زوجته طالق ولا تحل له ولازم محلل حتي ترجع له فيلجأ أبو بدر لأبوعصام ليكون محلل له فيوافق بعد مشاكل مع زوجته. و تعيش فوزية مع أبو عصام في البيت ولكنه لايقترب منها ويعود الشيخ عبد العليم ويخبر أبو بدر بان طلاق زوجته باطل وزواج أبو عصام من فوزية باطل وترجع فوزية لابو بدر

## الممثلون
- عباس النوري، أبو عصام
- صباح الجزائري، أم عصام
- معتصم النهار، ظافر
- جمال العلي، تنكة
- جانيار حسن، نعمه
- جمال قبش، الكومندان
- أسعد فضة، أبو ظافر
- شكران مرتجى، فوزية
- سلاف فواخرجي، جولي
- جوان الخضر، بشير
- تاج حيدر، جميلة
- روبين عيسى، دلال
- مصطفى سعد الدين، معتز
- أريج خضور، لطفية
- فادي صبيح، زهدي
- كفاح الخوص، لبن
- نادين تحسين بيك، خالدية
- زيد الظريف، جبل
- إيناس زريق، عيشة
- راما زين العابدين، هدية
- أدهم بسام الملا، سليم
- أمية ملص، بوران أم سليم
- فادي الشامي، سمعو
- زهير رمضان، أبو جودت
- عادل علي، الشيخ عبد العليم
- أيمن بهنسي، أبو كاسم
- هيثم جبر، أبو الحكم
- علي كريم، أبو النار
- خلود عيسى، شريفة
- مصطفى الخاني، النمس
- عهد ديب، خيرية
- فداء كبرا، مطيعة
- ناهد حلبي، أم حاتم
- نجلاء خمري، هدى
- هلا يماني، فايزة
- محمد خير الجراح، أبو بدر
- هدى شعراوي، أم زكي
- ميلاد يوسف، عصام
- كندة حنا، سارة
- طلال مارديني، المهندس غسان
- زيناتي قدسية، الشيخ فكري
- مصطفى المصطفى، مزين فتوح
- غادة بشور، فطنة
- وفاء الموصللي، فريـال خانم
- حسام الشاه، عبدو
- جرجس جبارة، أبو فارس
- محمد قنوع، سعيد (أبو سليم)
- إبراهيم كيكي، المهندس يوسف
- نعيم حمدي، أبو فاروق
- عبد النور بلكة، أبونا
- براء الزعيم، حمزة
- وسيم الرحبي، جان
- مجد حنا، جواد
- محمد الرفاعي، رفاعي
- يحيى بيازي، خاطر
- أحمد محاسنة، رستم
- حيدر فارس، خلف
- طارق الشيخ، وليد
- سامر شالاتي، مرزوق
- نور السمان، سعاد الصغيرة
- مهران نعمو، عاصم
- شام قبراوي، شهيرة الصغيرة
- عبد الهادي الصباغ، أبو حازم
- يوسف عساف، أصفر
- ليا مباردي، بهية
- عبد الرحمن قويدر، قاعود